# Cerinomyces canadensis
Cerinomyces canadensis är en svampart som först beskrevs av H.S. Jacks. & G.W. Martin, och fick sitt nu gällande namn av G.W. Martin 1949. Cerinomyces canadensis ingår i släktet Cerinomyces och familjen Dacrymycetaceae.   Inga underarter finns listade i Catalogue of Life.